# Bắc Sikkim
Huyện Bắc Sikkim là một huyện thuộc bang Sikkim, Ấn Độ. Thủ phủ huyện Bắc Sikkim đóng ở Mangan. Huyện Bắc Sikkim có diện tích 4226 ki lô mét vuông. Đến thời điểm năm 2001, huyện Bắc Sikkim có dân số 41023 người.